# Biopython
Projekt Biopython zbirka je nekomercijalnih alata otvorenog koda za programski jezik Python koji se upotrebljavaju u računalnoj biologiji i bioinformatici. Sadrži klase koje predstavljaju biološke sekvence i bilješke sekvenci, a može čitati i zapisivati različite formate datoteka upotrebljavanih u bioinformatici. Omogućuje i programski pristup mrežnim bazama podataka o biološkim informacijama, poput onih u NCBI. Odvojeni moduli proširuju mogućnosti Biopythona na poravnavanje sekvenci, strukturu proteina, populacijsku genetiku, filogenetiku i strojno učenje. Biopython je jedan od niza Bio* projekata namijenjenih smanjenju dupliciranja koda u računalnoj biologiji.

## Vanjske poveznice
- Biopython.org